# 9GAG
9GAGとは香港に拠点を置くオンラインプラットフォームおよびソーシャルメディアウェブサイトで「ユーザー生成コンテンツ」や他のソーシャルメディアウェブサイトから持ち込まれたコンテンツを投稿して共有することができる。インターネット・ミームを収集するプラットフォームとして2008年7月1日にサービス開始。
2017年11月時点で約2億2335万ものアクセス数がありそのうち11.03%がドイツ、5.55%がアメリカ合衆国、4.40%がフランス、4.19%がブラジル、3.99%がイギリスからのアクセスである。

## 歴史
ユーザーが電子メールよりも簡単にユーモアのある写真や動画を共有できるプラットフォームとして香港大学学生のレイ・チャンと兄弟のクリス・チャン、デレク・チャン、マルコ・ファン、ブライアン・ユーの5人の香港人が共同設立した。レイ・チャンCEOは2012年のインタビューで「9GAG」の名の由来に付いて説明するのを拒否している。
「楽しむために」の気持ちで立ち上げた9GAGは共同設立者が500 Startupsアクセラレータプログラムのレジューム・ビルダーとして9GAGの使用を始めた。夏期プログラムの間、9GAGのチームはStartupQuoteやSongboardといった他のスタートアップアイデアに従事していた
。500 Startupsアクセラレータプログラムに続いて、9GAGはYコンビネータのインキュベータに参加し、ユーザーベースで月間全世界ユニークビジターを7000万人に増やした。その後9GAGに専念するため9GAG共同設立チームは他のプロジェクトを終了した。500 Startupsは9GAGへの援助と指導のために株式を与えている。
2012年7月、シリコンバレーを拠点にするベンチャーキャピタルであるトゥルー・ベンチャーズ、グレークロフト・パートナーズなどから280万ドルの追加出資を受けた。8月、トゥルー・ベンチャーズやグレークロフト・パートナーズに加え個人投資家のクリストファー・サッカ、ケビン・ローズ、ナバル・ラヴィカントらシリコンバレー拠点のベンチャーキャピタリストから再度280万ドルの出資を受けた。この出資により9GAGは香港とシリコンバレーで技術者を多く採用した。9GAGの本社は香港の荃湾区に置いていてアメリカ合衆国カリフォルニア州マウンテンビューに事務所を構えている。

### モバイルアプリケーション
iOS、Android、Windows Phone 8、BlackBerry 10に対応するモバイルアプリケーションがある。
2012年7月、ウェブ型コンテンツをストリームラインで表示するモバイルアプリをiOSとAndroid用にリリースした。
2014年夏、9CHATという9GAGユーザーが自身のアカウントでログを作成したり、他のユーザーとメッセージをやり取りするサービスを開始した。また9CHATは異なるセクションでグループを作成することができる。
2015年1月、初のゲームである「9GAG Redhead redemption」をリリースした。